# 유키 츠보타
유키 츠보타(Yuki Tsubota, 1994년 2월 3일~)는 캐나다의 여자 프리스타일 스키 선수이다. 2014년 2월 11일 소치 동계올림픽 여자 프리스타일 스키 슬로프스타일(Slopestyle) 경기에 출전했다. 결승 레이스 2차시기에서 점프 동작에서 균형을 잃고 넘어지면서 부상을 당했고 1차시기에 기록한 71.60으로 최종 6위를 기록했다. 츠보타는 일본계 캐나다인이고 그녀의 어머니는 일본사람이다.

## 성적

### 올림픽
| 년도 | 대회일   | 장소        | 종목         | 결과 | 메달 |
| ---- | -------- | ----------- | ------------ | ---- | ---- |
| 2014 | 2월 11일 | 러시아 소치 | 슬로프스타일 | 6위  | -    |